# Arsenal Football Club 2018-2019
Questa voce raccoglie le informazioni riguardanti l'Arsenal Football Club nelle competizioni ufficiali della stagione 2018-2019.

## Stagione
La stagione 2018-2019 è, per la squadra, la ventisettesima in Premier League e la novantanovesima consecutiva nella massima serie del calcio inglese. Dopo ventidue anni consecutivi alla guida della squadra, con un palmares di tre campionati, sette FA Cup e sette Community Shield, Arsène Wenger lascia la panchina del club londinese, sostituito dallo spagnolo Unai Emery. Oltre all'allenatore francese, dopo sei anni lascia il club lo spagnolo Santi Cazorla, il cui contratto è terminato, mentre il capitano Per Mertesacker si ritira dal calcio giocato per diventare allenatore accademico.
Sul versante societario, il proprietario Alisher Usmanov ha annunciato il 7 agosto 2018 di aver accettato l'offerta dell'imprenditore statunitense Stan Kroenke di rilevare il 30% delle sue quote per un corrispettivo di 550 milioni di sterline, in un'operazione finanziaria che permetterà a quest'ultimo di assumere il totale controllo del club.

## Maglie e sponsor
Lo sponsor ufficiale è Fly Emirates mentre quello tecnico è Puma, entrambi confermati dalla passata stagione.
| Casa | Trasferta | Terza divisa |

## Rosa

### Prima squadra
Rosa, numerazione e ruoli aggiornata al 31 gennaio 2019
| N. |                        | Ruolo | Calciatore                   |
| -- | ---------------------- | ----- | ---------------------------- |
| 1  | Rep. Ceca (bandiera)   | P     | Petr Čech                    |
| 2  | Spagna (bandiera)      | D     | Héctor Bellerín              |
| 4  | Egitto (bandiera)      | C     | Mohamed Elneny               |
| 5  | Grecia (bandiera)      | D     | Sōkratīs Papastathopoulos    |
| 6  | Francia (bandiera)     | D     | Laurent Koscielny (capitano) |
| 7  | Armenia (bandiera)     | C     | Henrix Mxit'aryan            |
| 8  | Galles (bandiera)      | C     | Aaron Ramsey                 |
| 9  | Francia (bandiera)     | A     | Alexandre Lacazette          |
| 10 | Germania (bandiera)    | C     | Mesut Özil                   |
| 11 | Uruguay (bandiera)     | C     | Lucas Torreira               |
| 12 | Svizzera (bandiera)    | D     | Stephan Lichtsteiner         |
| 13 | Colombia (bandiera)    | P     | David Ospina                 |
| 14 | Gabon (bandiera)       | A     | Pierre-Emerick Aubameyang    |
| 15 | Inghilterra (bandiera) | C     | Ainsley Maitland-Niles       |
| 16 | Inghilterra (bandiera) | D     | Rob Holding                  |
| 17 | Nigeria (bandiera)     | A     | Alex Iwobi                   |
| 18 | Spagna (bandiera)      | D     | Nacho Monreal                |
| 19 | Germania (bandiera)    | P     | Bernd Leno                   |
| 20 | Germania (bandiera)    | D     | Shkodran Mustafi             |

| N. |                                 | Ruolo | Calciatore              |
| -- | ------------------------------- | ----- | ----------------------- |
| 21 | Inghilterra (bandiera)          | D     | Calum Chambers          |
| 22 | Spagna (bandiera)               | C     | Denis Suárez            |
| 23 | Inghilterra (bandiera)          | A     | Danny Welbeck           |
| 25 | Inghilterra (bandiera)          | D     | Carl Jenkinson          |
| 26 | Argentina (bandiera)            | P     | Emiliano Martínez       |
| 27 | Grecia (bandiera)               | D     | Kōnstantinos Mavropanos |
| 29 | Francia (bandiera)              | C     | Mattéo Guendouzi        |
| 31 | Bosnia ed Erzegovina (bandiera) | D     | Sead Kolašinac          |
| 34 | Svizzera (bandiera)             | C     | Granit Xhaka            |
| 43 | Scozia (bandiera)               | C     | Charlie Gilmour         |
| 47 | Inghilterra (bandiera)          | D     | Zech Medley             |
| 49 | Inghilterra (bandiera)          | A     | Eddie Nketiah           |
| 52 | Inghilterra (bandiera)          | D     | Jordi Osei-Tutu         |
| 53 | Spagna (bandiera)               | D     | Julio Pleguezuelo       |
| 55 | Inghilterra (bandiera)          | C     | Emile Smith Rowe        |
| 59 | Inghilterra (bandiera)          | C     | Joe Willock             |
| 72 | Inghilterra (bandiera)          | A     | Tyreece John-Jules      |
| 87 | Inghilterra (bandiera)          | C     | Bukayo Saka             |
|    | Giappone (bandiera)             | A     | Takuma Asano            |

## Calciomercato

### Sessione estiva(17/05 - 09/08)
| Acquisti         | Acquisti                  | Acquisti          | Acquisti                        |
| R.               | Nome                      | da                | Modalità                        |
| ---------------- | ------------------------- | ----------------- | ------------------------------- |
| D                | Stephan Lichtsteiner      | Juventus          | svincolato                      |
| P                | Bernd Leno                | Bayer Leverkusen  | non dichiarato (19,2 milioni £) |
| D                | Sōkratīs Papastathopoulos | Borussia Dortmund | non dichiarato (17,7 milioni £) |
| C                | Lucas Torreira            | Sampdoria         | non dichiarato (26,0 milioni £) |
| C                | Mattéo Guendouzi          | Lorient           | non dichiarato (7.0 milioni £)  |
| Altre operazioni |                           |                   |                                 |
| R.               | Nome                      | da                | Modalità                        |
| P                | Karl Jakob Hein           | Nõmme United      | svincolato                      |
| C                | Sam Greenwood             | Sunderland        | training compensation           |
| C                | Joel López                | Barcellona        | training compensation           |
| A                | Marcelo Flores            | Ipswich Town      | training compensation           |

| Cessioni         | Cessioni            | Cessioni     | Cessioni                     |
| R.               | Nome                | a            | Modalità                     |
| ---------------- | ------------------- | ------------ | ---------------------------- |
| C                | Santi Cazorla       | Villarreal   | fine contratto               |
| D                | Per Mertesacker     |              | fine carriera                |
| C                | Jack Wilshere       | West Ham Utd | fine contratto               |
| A                | Jeff Reine-Adélaïde | Angers       | non dichiarato               |
| A                | Chuba Akpom         | PAOK         | non dichiarato (2 milioni £) |
| A                | Lucas Pérez         | West Ham Utd | non dichiarato (4 milioni £) |
| A                | Joel Campbell       | Frosinone    | non dichiarato               |
| A                | Takuma Asano        | Hannover 96  | prestito                     |
| D                | Calum Chambers      | Fulham       | prestito                     |
| P                | David Ospina        | Napoli       | prestito                     |
| Altre operazioni |                     |              |                              |
| R.               | Nome                | a            | Modalità                     |
| D                | Marc Bola           | Blackpool    | fine contratto               |
| P                | Alex Crean          |              | fine contratto               |
| C                | Josh Dasilva        | Brentford    | fine contratto               |
| C                | Vlad Dragomir       | Perugia      | fine contratto               |
| C                | Aaron Eyoma         | Derby County | fine contratto               |
| A                | Yassin Fortune      | Sion         | fine contratto               |
| P                | Ryan Huddart        | Boreham Wood | fine contratto               |
| D                | Chiori Johnson      | Bolton       | fine contratto               |
| P                | Hugo Keto           | Brighton     | fine contratto               |
| D                | Tafari Moore        | Plymouth     | fine contratto               |
| A                | David Agbontohoma   | Southampton  | training compensation        |
| A                | Armstrong Okoflex   | Celtic       | training compensation        |
| P                | João Virgínia       | Everton      | non dichiarato               |
| A                | Stephy Mavididi     | Juventus     | non dichiarato               |
| C                | Kelechi Nwakali     | Porto        | prestito                     |
| P                | Matt Macey          | Plymouth     | prestito                     |
| C                | Krystian Bielik     | Charlton     | prestito                     |
| C                | Reiss Nelson        | Hoffenheim   | prestito                     |

### Sessione invernale(01/01 - 31/01)
| Acquisti | Acquisti     | Acquisti   | Acquisti                         |
| R.       | Nome         | da         | Modalità                         |
| -------- | ------------ | ---------- | -------------------------------- |
| C        | Denis Suárez | Barcellona | prestito con diritto di riscatto |

| Cessioni | Cessioni          | Cessioni | Cessioni |
| R.       | Nome              | a        | Modalità |
| -------- | ----------------- | -------- | -------- |
| P        | Emiliano Martínez | Reading  | prestito |

## Risultati

### Premier League

#### Girone di andata
| Arbitro: | Oliver |

|  |           |                        |
|  | Marcatori | 14’ Sterling 64’ Silva |

| Arbitro: | Atkinson |

|                                |           |                          |
| Pedro 9’ Morata 20’ Alonso 81’ | Marcatori | 37’ Mxit'aryan 41’ Iwobi |

| Arbitro: | Scott |

|                                         |           |                |
| Monreal 30’ Diop 70’ (aut.) Welbeck 90’ | Marcatori | 25’ Arnautović |

| Arbitro: | Taylor |

|                       |           |                                          |
| Camarasa 45’ Ward 70’ | Marcatori | 11’ Mustafi 62’ Aubameyang 81’ Lacazette |

| Arbitro: | Probert |

|           |           |                    |
| Clark 90’ | Marcatori | 49’ Xhaka 58’ Özil |

| Arbitro: | Moss |

|                              |           |  |
| Lacazette 56’ Aubameyang 59’ | Marcatori |  |

| Arbitro: | Taylor |

|                              |           |  |
| Cathcart 81’ (aut.) Özil 83’ | Marcatori |  |

| Arbitro: | Tierney |

|              |           |                                                   |
| Schürrle 44’ | Marcatori | 29’, 49’ Lacazette 67’ Ramsey 79’, 90’ Aubameyang |

| Arbitro: | Kavanagh |

|                              |           |                     |
| Özil 45’ Aubameyang 63’, 66’ | Marcatori | 31’ (aut.) Bellerín |

| Arbitro: | Atkinson |

|                                    |           |                          |
| Milivojević 45’ (rig.), 83’ (rig.) | Marcatori | 51’ Xhaka 56’ Aubameyang |

| Arbitro: | Marriner |

|               |           |            |
| Lacazette 82’ | Marcatori | 61’ Milner |

| Arbitro: | Attwell |

|                |           |               |
| Mxit'aryan 86’ | Marcatori | 13’ Cavaleiro |

| Arbitro: | Pawson |

|          |           |                                 |
| King 45’ | Marcatori | 30’ (aut.) Lerma 67’ Aubameyang |

| Arbitro: | Dean |

|                                                       |           |                          |
| Aubameyang 10’ (rig.), 56’ Lacazette 74’ Torreira 77’ | Marcatori | 30’ Dier 34’ (rig.) Kane |

| Arbitro: | Marriner |

|                         |           |                             |
| Martial 30’ Lingard 69’ | Marcatori | 26’ Mustafi 68’ (aut.) Rojo |

| Arbitro: | Tierney |

|              |           |  |
| Torreira 83’ | Marcatori |  |

| Arbitro: | Kavanagh |

|                          |           |                     |
| Ings 20’, 44’ Austin 85’ | Marcatori | 28’, 53’ Mxit'aryan |

| Arbitro: | Friend |

|                               |           |            |
| Aubameyang 14’, 48’ Iwobi 90’ | Marcatori | 63’ Barnes |

| Arbitro: | Taylor |

|             |           |               |
| Locadia 35’ | Marcatori | 7’ Aubameyang |

#### Girone di ritorno
| Arbitro: | Oliver |

|                                                        |           |                    |
| Firmino 14’, 16’, 65’ (rig.) Mané 32’ Salah 45’ (rig.) | Marcatori | 11’ Maitland-Niles |

| Arbitro: | Scott |

|                                                   |           |            |
| Xhaka 25’ Lacazette 55’ Ramsey 79’ Aubameyang 83’ | Marcatori | 69’ Kamara |

| Arbitro: | Moss |

|          |           |  |
| Rice 48’ | Marcatori |  |

| Arbitro: | Taylor |

|                             |           |  |
| Lacazette 14’ Koscielny 39’ | Marcatori |  |

| Arbitro: | Dean |

|                                     |           |                  |
| Aubameyang 66’ (rig.) Lacazette 83’ | Marcatori | 90’ Mendez-Laing |

| Arbitro: | Atkinson |

|                     |           |               |
| Agüero 1’, 44’, 61’ | Marcatori | 11’ Koscielny |

| Arbitro: | Moss |

|           |           |                         |
| Grant 90’ | Marcatori | 16’ Iwobi 44’ Lacazette |

| Arbitro: | Scott |

|                             |           |  |
| Lacazette 6’ Mxit'aryan 17’ | Marcatori |  |

| Arbitro: | Kavanagh |

|                                                                   |           |             |
| Özil 4’ Mxit'aryan 27’ Koscielny 47’ Aubameyang 59’ Lacazette 78’ | Marcatori | 30’ Mousset |

| Arbitro: | Taylor |

|                 |           |            |
| Kane 74’ (rig.) | Marcatori | 16’ Ramsey |

| Arbitro: | Moss |

|                                 |           |  |
| Xhaka 12’ Aubameyang 69’ (rig.) | Marcatori |  |

| Arbitro: | Taylor |

|                          |           |  |
| Ramsey 30’ Lacazette 83’ | Marcatori |  |

| Arbitro: | Friend |

|              |           |  |
| Jagielka 10’ | Marcatori |  |

| Arbitro: | Pawson |

|  |           |                |
|  | Marcatori | 10’ Aubameyang |

| Arbitro: | Moss |

|                         |           |                                   |
| Özil 47’ Aubameyang 77’ | Marcatori | 17’ Benteke 61’ Zaha 69’ McArthur |

| Arbitro: | Attwell |

|                                |           |                      |
| Neves 28’ Doherty 37’ Jota 45’ | Marcatori | 80’ Papastathopoulos |

| Arbitro: | Oliver |

|                              |           |  |
| Tielemans 59’ Vardy 86’, 90’ | Marcatori |  |

| Arbitro: | Taylor |

|                      |           |                   |
| Aubameyang 9’ (rig.) | Marcatori | 61’ (rig.) Murray |

| Arbitro: | Dean |

|            |           |                                 |
| Barnes 65’ | Marcatori | 52’, 63’ Aubameyang 90’ Nketiah |

### FA Cup
| Arbitro: | Dean |

|  |           |                            |
|  | Marcatori | 11’, 37’ Willock 82’ Iwobi |

| Arbitro: | Pawson |

|                |           |                                     |
| Aubameyang 43’ | Marcatori | 31’ Sánchez 33’ Lingard 82’ Martial |

### Coppa di Lega
| Arbitro: | Dean |

|                               |           |           |
| Welbeck 5’, 37’ Lacazette 90’ | Marcatori | 58’ Judge |

| Arbitro: | Coote |

|                                 |           |              |
| Lichtsteiner 33’ Smith Rowe 50’ | Marcatori | 66’ O'Connor |

| Arbitro: | Moss |

|  |           |                  |
|  | Marcatori | 20’ Son 59’ Alli |

### Europa League

#### Fase a gironi
| Arbitro: | Vertenten |

|                                          |           |                          |
| Aubameyang 32’, 56’ Welbeck 48’ Özil 74’ | Marcatori | 77’ Chesnakov 90’ Šarpar |

| Arbitro: | Massa |

|  |           |                                                  |
|  | Marcatori | 4’ Papastathopoulos 53’ Smith Rowe 79’ Guendouzi |

| Arbitro: | Skomina |

|  |           |             |
|  | Marcatori | 77’ Welbeck |

| Londra 8 novembre 2018, ore 20:00 WET 4ª giornata | Arsenal | 0 – 0 referto | Sporting Lisbona | Emirates Stadium (59 758 spett.)\| Arbitro: \| Mažeika \| |
| Arbitro:                                          | Mažeika |               |                  |                                                           |

| Arbitro: | Frankowski |

|  |           |                                              |
|  | Marcatori | 10’ Smith Rowe 27’ (rig.) Ramsey 41’ Willock |

| Arbitro: | Maae |

|               |           |  |
| Lacazette 16’ | Marcatori |  |

#### Fase ad eliminazione diretta
| Arbitro: | Jovanović |

|            |           |  |
| Drahun 45’ | Marcatori |  |

| Arbitro: | Mallenco |

|                                                   |           |  |
| Volkov 4’ (aut.) Mustafi 39’ Papastathopoulos 60’ | Marcatori |  |

| Arbitro: | Kružliak |

|                                            |           |          |
| Bourigeaud 42’ Monreal 65’ (aut.) Sarr 88’ | Marcatori | 4’ Iwobi |

| Arbitro: | Treimanis |

|                                       |           |  |
| Aubameyang 5’, 72’ Maitland-Niles 15’ | Marcatori |  |

| Arbitro: | Mallenco |

|                                 |           |  |
| Ramsey 14’ Koulibaly 25’ (aut.) | Marcatori |  |

| Arbitro: | Hațegan |

|  |           |               |
|  | Marcatori | 36’ Lacazette |

| Arbitro: | Turpin |

|                                   |           |              |
| Lacazette 18’, 26’ Aubameyang 90’ | Marcatori | 11’ Diakhaby |

| Arbitro: | Makkelie |

|                  |           |                                        |
| Gameiro 11’, 58’ | Marcatori | 17’, 69’, 88’ Aubameyang 50’ Lacazette |

| Arbitro: | Rocchi |

|                                             |           |           |
| Giroud 49’ Pedro 60’ Hazard 65’ (rig.), 72’ | Marcatori | 69’ Iwobi |

## Statistiche

### Statistiche di squadra
| Competizione   | Punti | In casa | In casa | In casa | In casa | In casa | In casa | In trasferta | In trasferta | In trasferta | In trasferta | In trasferta | In trasferta | Totale | Totale | Totale | Totale | Totale | Totale | DR  |
| Competizione   | Punti | G       | V       | N       | P       | Gf      | Gs      | G            | V            | N            | P            | Gf           | Gs           | G      | V      | N      | P      | Gf     | Gs     | DR  |
| -------------- | ----- | ------- | ------- | ------- | ------- | ------- | ------- | ------------ | ------------ | ------------ | ------------ | ------------ | ------------ | ------ | ------ | ------ | ------ | ------ | ------ | --- |
| Premier League | 70    | 19      | 14      | 3       | 2       | 42      | 16      | 19           | 7            | 4            | 8            | 31           | 35           | 38     | 21     | 7      | 10     | 73     | 51     | +22 |
| FA Cup         | -     | 1       | 0       | 0       | 1       | 1       | 3       | 1            | 1            | 0            | 0            | 3            | 0            | 2      | 1      | 0      | 1      | 4      | 3      | +1  |
| Coppa di Lega  | -     | 3       | 2       | 0       | 1       | 5       | 4       | 0            | 0            | 0            | 0            | 0            | 0            | 3      | 2      | 0      | 1      | 5      | 4      | +1  |
| Europa League  | -     | 7       | 6       | 1       | 0       | 16      | 3       | 8            | 5            | 0            | 3            | 14           | 10           | 15     | 11     | 1      | 3      | 30     | 13     | +17 |
| Totale         | -     | 30      | 22      | 4       | 4       | 64      | 26      | 28           | 13           | 4            | 11           | 48           | 45           | 58     | 35     | 8      | 15     | 112    | 71     | +41 |

### Andamento in campionato
| Giornata  | 1  | 2  | 3 | 4 | 5 | 6 | 7 | 8 | 9 | 10 | 11 | 12 | 13 | 14 | 15 | 16 | 17 | 18 | 19 | 20 | 21 | 22 | 23 | 24 | 25 | 26 | 27 | 28 | 29 | 30 | 31 | 32 | 33 | 34 | 35 | 36 | 37 | 38 |
| --------- | -- | -- | - | - | - | - | - | - | - | -- | -- | -- | -- | -- | -- | -- | -- | -- | -- | -- | -- | -- | -- | -- | -- | -- | -- | -- | -- | -- | -- | -- | -- | -- | -- | -- | -- | -- |
| Luogo     | C  | T  | C | T | T | C | C | T | C | T  | C  | C  | T  | C  | T  | C  | T  | C  | T  | T  | C  | T  | C  | C  | T  | T  | C  | C  | T  | C  | C  | T  | T  | C  | T  | T  | C  | T  |
| Risultato | P  | P  | V | V | V | V | V | V | V | N  | N  | N  | V  | V  | N  | V  | P  | V  | N  | P  | V  | P  | V  | V  | P  | V  | V  | V  | N  | V  | V  | P  | V  | P  | P  | P  | N  | V  |
| Posizione | 15 | 17 | 9 | 9 | 7 | 6 | 5 | 4 | 4 | 4  | 5  | 5  | 5  | 4  | 5  | 5  | 5  | 5  | 5  | 5  | 5  | 5  | 5  | 4  | 6  | 5  | 5  | 4  | 6  | 4  | 4  | 4  | 5  | 4  | 5  | 5  | 5  | 5  |

Legenda:

Luogo: C = Casa; T = Trasferta. Risultato: V = Vittoria; N = Pareggio; P = Sconfitta.

### Statistiche dei giocatori
| Giocatore           | Premier League | Premier League | Premier League | Premier League | FA Cup   | FA Cup | FA Cup      | FA Cup     | Coppa di Lega | Coppa di Lega | Coppa di Lega | Coppa di Lega | Europa League | Europa League | Europa League | Europa League | Totale   | Totale | Totale      | Totale     |
| Giocatore           | Presenze       | Reti           | Ammonizioni    | Espulsioni     | Presenze | Reti   | Ammonizioni | Espulsioni | Presenze      | Reti          | Ammonizioni   | Espulsioni    | Presenze      | Reti          | Ammonizioni   | Espulsioni    | Presenze | Reti   | Ammonizioni | Espulsioni |
| ------------------- | -------------- | -------------- | -------------- | -------------- | -------- | ------ | ----------- | ---------- | ------------- | ------------- | ------------- | ------------- | ------------- | ------------- | ------------- | ------------- | -------- | ------ | ----------- | ---------- |
| P. Čech             | 7              | 0              | 0              | 0              | 2        | 0      | 0           | 0          | 2             | 0             | 0             | 0             | 11            | 0             | 1             | 0             | 22       | 0      | 1           | 0          |
| D. Iliev            | -              | -              | -              | -              | -        | -      | -           | -          | -             | -             | -             | -             | -             | -             | -             | -             | -        | -      | -           | -          |
| B. Leno             | 32             | 0              | 0              | 0              | -        | -      | -           | -          | 1             | 0             | 0             | 0             | 3             | 0             | 0             | 0             | 36       | 0      | 0           | 0          |
| H. Bellerín         | 19             | 0              | 3              | 0              | -        | -      | -           | -          | -             | -             | -             | -             | -             | -             | -             | -             | 19       | 0      | 3           | 0          |
| R. Holding          | 10             | 0              | 1              | 0              | -        | -      | -           | -          | 1             | 0             | 0             | 0             | 5             | 0             | 3             | 0             | 16       | 0      | 4           | 0          |
| C. Jenkinson        | 3              | 0              | 0              | 0              | 1        | 0      | 0           | 0          | 1             | 0             | 1             | 0             | 3             | 0             | 0             | 0             | 8        | 0      | 1           | 0          |
| J. Pleguezuelo      | -              | -              | -              | -              | -        | -      | -           | -          | 1             | 0             | 0             | 0             | -             | -             | -             | -             | 1        | 0      | 0           | 0          |
| S. Kolašinac        | 24             | 0              | 5              | 0              | 2        | 0      | 2           | 0          | -             | -             | -             | -             | 10            | 0             | 1             | 0             | 36       | 0      | 8           | 0          |
| L. Koscielny        | 17             | 3              | 1              | 0              | 1        | 0      | 1           | 0          | 1             | 0             | 0             | 0             | 10            | 0             | 0             | 0             | 29       | 3      | 2           | 0          |
| S. Lichtsteiner     | 14             | 0              | 3              | 0              | 1        | 0      | 0           | 0          | 2             | 1             | 1             | 0             | 6             | 0             | 1             | 0             | 23       | 1      | 5           | 0          |
| A. Maitland-Niles   | 16             | 1              | 1              | 1              | 2        | 0      | 0           | 0          | 2             | 0             | 0             | 0             | 10            | 1             | 0             | 0             | 30       | 2      | 1           | 1          |
| K. Mavropanos       | 4              | 0              | 1              | 0              | -        | -      | -           | -          | -             | -             | -             | -             | -             | -             | -             | -             | 4        | 0      | 1           | 0          |
| Z. Medley           | -              | -              | -              | -              | 1        | 0      | 0           | 0          | -             | -             | -             | -             | 2             | 0             | 0             | 0             | 3        | 0      | 0           | 0          |
| S. Mustafi          | 31             | 2              | 9              | 0              | 1        | 0      | 0           | 0          | 2             | 0             | 0             | 0             | 6             | 1             | 0             | 0             | 40       | 3      | 9           | 0          |
| N. Monreal          | 22             | 1              | 5              | 0              | -        | -      | -           | -          | 2             | 0             | 0             | 0             | 12            | 0             | 0             | 0             | 36       | 1      | 5           | 0          |
| J. Osei-Tutu        | -              | -              | -              | -              | -        | -      | -           | -          | -             | -             | -             | -             | -             | -             | -             | -             | -        | -      | -           | -          |
| S. Papastathopoulos | 25             | 1              | 12             | 0              | 2        | 0      | 0           | 0          | 1             | 0             | 0             | 0             | 12            | 2             | 0             | 1             | 40       | 3      | 12          | 1          |
| B. Saka             | 1              | 0              | 0              | 0              | 1        | 0      | 0           | 0          | -             | -             | -             | -             | 2             | 0             | 0             | 0             | 4        | 0      | 0           | 0          |
| M. Elneny           | 8              | 0              | 0              | 0              | 1        | 0      | 0           | 0          | 1             | 0             | 0             | 0             | 7             | 0             | 0             | 0             | 17       | 0      | 0           | 0          |
| C. Gilmour          | -              | -              | -              | -              | -        | -      | -           | -          | -             | -             | -             | -             | 2             | 0             | 0             | 0             | 2        | 0      | 0           | 0          |
| M. Guendouzi        | 33             | 0              | 9              | 0              | 1        | 0      | 1           | 0          | 3             | 0             | 1             | 1             | 11            | 1             | 1             | 0             | 48       | 1      | 12          | 1          |
| H. Mxit'aryan       | 25             | 6              | 1              | 0              | -        | -      | -           | -          | 3             | 0             | 0             | 0             | 11            | 0             | 2             | 0             | 39       | 6      | 3           | 0          |
| M. Özil             | 24             | 5              | 2              | 0              | 1        | 0      | 0           | 0          | -             | -             | -             | -             | 10            | 1             | 1             | 0             | 35       | 6      | 3           | 0          |
| A. Ramsey           | 28             | 4              | 0              | 0              | 2        | 0      | 0           | 0          | 3             | 0             | 0             | 0             | 7             | 2             | 0             | 0             | 40       | 6      | 0           | 0          |
| L. Torreira         | 34             | 2              | 7              | 1              | 1        | 0      | 0           | 0          | 3             | 0             | 0             | 0             | 12            | 0             | 0             | 0             | 50       | 2      | 7           | 1          |
| J. Willock          | 2              | 0              | 0              | 0              | 1        | 2      | 0           | 0          | -             | -             | -             | -             | 3             | 1             | 0             | 0             | 6        | 3      | 0           | 0          |
| G. Xhaka            | 29             | 4              | 10             | 0              | 1        | 0      | 0           | 0          | 1             | 0             | 1             | 0             | 9             | 0             | 2             | 0             | 40       | 4      | 13          | 0          |
| P. Aubameyang       | 36             | 22             | 0              | 0              | 1        | 1      | 0           | 0          | 2             | 0             | 0             | 0             | 12            | 8             | 1             | 0             | 51       | 31     | 1           | 0          |
| A. Iwobi            | 35             | 3              | 0              | 0              | 2        | 1      | 0           | 0          | 3             | 0             | 0             | 0             | 11            | 2             | 0             | 0             | 51       | 6      | 0           | 0          |
| T. John-Jules       | -              | -              | -              | -              | -        | -      | -           | -          | -             | -             | -             | -             | -             | -             | -             | -             | -        | -      | -           | -          |
| A. Lacazette        | 35             | 13             | 2              | 0              | 2        | 0      | 0           | 0          | 2             | 1             | 0             | 0             | 10            | 5             | 1             | 1             | 49       | 19     | 3           | 1          |
| E. Nketiah          | 5              | 1              | 0              | 0              | 1        | 0      | 0           | 0          | 1             | 0             | 0             | 0             | 2             | 0             | 0             | 0             | 9        | 1      | 0           | 0          |
| D. Welbeck          | 8              | 1              | 0              | 0              | -        | -      | -           | -          | 2             | 2             | 1             | 0             | 4             | 2             | 0             | 0             | 14       | 5      | 1           | 0          |
| D. Suárez           | 4              | 0              | 0              | 0              | -        | -      | -           | -          | -             | -             | -             | -             | 2             | 0             | 0             | 0             | 6        | 0      | 0           | 0          |
| E. Smith Rowe       | -              | -              | -              | -              | -        | -      | -           | -          | 2             | 1             | 0             | 0             | 4             | 2             | 0             | 0             | 6        | 3      | 0           | 0          |
| E. Martínez         | -              | -              | -              | -              | -        | -      | -           | -          | -             | -             | -             | -             | 1             | 0             | 0             | 0             | 1        | 0      | 0           | 0          |